# フランシウム
フランシウム（羅: francium 英語発音: [ˈfrænsiəm]）は、原子番号87の元素。元素記号は Fr。アルカリ金属元素の一つ（最も原子番号が大きい）で、典型元素である。又、フランシウムの単体金属をもいう。
223Fr はアスタチンと同じくウランやトリウム鉱石において生成と崩壊を絶えず繰り返すため、その量は非常に少なく、フランシウムはアスタチンに次いで地殻含有量が少ない元素である。地球の地殻ではわずかに20-30 gほどではあるが 223Fr が常に存在しており、他の同位体は全て人工的に作られたものである。最も多いものでは、研究所において300,000以上の原子が作られた。以前にはエカ・セシウムもしくはアクチニウムKと呼ばれていた。
安定同位体は存在せず、最も半減期が長いフランシウム223でも22分しかないため、化学的、物理的性質はよく分かっていないが、原子価は+1価である事が確認されていて、化学的性質はセシウムに類似すると思われている。アクチニウム227の1.2%がα崩壊して、フランシウム223となることが分かっている。また、フランシウムはアスタチン、ラジウムおよびラドンへと崩壊する、非常に放射性の強い金属である。
フランシウムは合成でなく自然において発見された最後の元素である。

## 名称
フランスにちなむ。ガリウムに次いで二つ目のフランスにちなんで名づけられた元素となった。

## 歴史
1870年という早い時期に、化学者はセシウムの次のアルカリ金属である原子番号87の元素があるべきであると考えていた。それは暫定的にエカ-セシウムという名で言及されていた。この未確認な元素を発見し、単離するための研究チームによる試みは、本物のフランシウムが発見されるまでに、少なくとも四つの誤った主張がなされた。

### 誤発見
ソビエト連邦の化学者 D. K. Dobroserdov はエカ-セシウム（フランシウム）を発見したと主張した初の科学者であった。1925年、彼はカリウムおよび他のアルカリ金属のサンプルから弱い放射能を観測し、これはエカ-セシウムがサンプルを汚染しているためであると誤って結論付けた。しかし、サンプルからの放射能は、実際には天然に存在するカリウムの放射性同位体であるカリウム40によるものであった。その後彼はエカ-セシウムの物性の予測を発表し、そこで彼は祖国の名を取ってこの元素を russium と名付けた。その後すぐに、彼はオデッサのクライストチャーチ・ポリテクニック工科大学での教育活動に専念し、その元素に関する更なる研究を続けなかった。
その翌年、イギリスの化学者 Gerald J. F. Druce および Frederick H. Loring は、硫酸マンガン(II)のX線写真の解析を行い、彼らは観測したスペクトル線をエカ-セシウムであると推定した。彼らは87番目の元素の発見を発表し、それが最も重いアルカリ金属元素であることから alkalinium という名前を提案した。
1930年、オーバーン大学のフレッド・アリソンは、リチア雲母およびポルックス石を彼の磁気光学機器を用いて解析した際に原子番号87の元素を発見したと主張した。アリソンは、彼の故郷であるヴァージニア州から virginium と名付け、その原子記号を Vi および Vm とするように要請した。しかし、1934年、カリフォルニア大学バークレー校のH. G. マクファーソンは、アリソンの装置の効果と、この間違った発見の有用性について反証した。
1936年、ルーマニアの化学者ホリア・フルベイと、彼のフランスの同僚イヴェット・コショワもまた、彼らの高解像度X線装置を用いたポルックス石の分析を行った。彼らはいくつかの弱い輝線を観測し、それを原子番号87の元素であると推定した。フルベイおよびコショワはこの発見を報告し、彼らが仕事をしていたルーマニアの行政区からその名前を moldavium、原子記号を Ml と提唱した。1937年、フルベイの仕事は、フルベイの研究手法を拒絶したアメリカ合衆国の物理学者 F. H. Hirsh Jr. によって批判された。Hirsh はエカ-セシウムは自然界には存在しないと確信しており、フルベイは水銀もしくはビスマスのX線の輝線を見たのであろうとした。しかしフルベイは、彼のX線装置と手法はそのような取り違いをするにはあまりに精密であると主張した。このため、ノーベル物理学賞受賞者でありフルベイの師であるジャン・ペランは、マルグリット・ペレーが発見した francium よりも、エカ-セシウムとしての moldavium を支持した。しかし、ペレーは、彼女が原子番号87の元素のただ一人の発見者であると信じられるまで、フルベイの仕事を批判し続けた。

### ペレーの分析
フランシウムは、マルグリット・ペレー (M. Perey) がフランスのパリにあるキュリー研究所において1939年に発見した。彼女が 227Ac のサンプルを精製した際、220 keVの崩壊エネルギーがあることが報告された。しかし、彼女は80 keV以下のエネルギー準位の崩壊素粒子に着目した。彼女は、このサンプルの崩壊は、精製しきれなかった未確認の崩壊生成物に起因するのかもしれないと考えたが、再び純粋な 227Ac を用いて試験を行っても同一の結果となった。様々な試験の結果、この未知の物質がトリウム、ラジウム、鉛、ビスマス、タリウムである可能性が消去された。この新しい生成物は、セシウム塩と共沈するようなアルカリ金属の化学的性質を示し、227Ac のアルファ崩壊によって生成した、原子番号87の元素であるとペレーは信じた。ペレーはその後、227Ac のアルファ崩壊とベータ崩壊の割合の測定を試みた。彼女の初めの試験では、アルファ崩壊への分岐は0.6%であり、その後彼女はその数字を1%に修正した。
ペレーは新しい同位体元素をアクチニウム-K（現在は223Frとして知られる）と命名した。そして、1946年に、彼女は新しく発見された元素の名前を catium とするよう提案した。これは、彼女がこの元素が全ての元素の中で最も電気陽性 (cation) であると考えていたためである。ペレーの監督者の一人であるイレーヌ・ジョリオ＝キュリーは、cation よりむしろ cat の含意のためにその名称に反対した。ペレーはその後、フランスにちなんだフランシウムという名前を提案した。フランシウムという名称は1949年に国際純正・応用化学連合によって公式に採用された。フランシウムは初め、元素記号 Fa を割り当てられたが、その後まもなく Fr に修正された。フランシウムは1925年に発見されたレニウムに続いて発見された、自然界で発見された最後の元素であり、その後発見された元素は全て合成されたものである。フランシウムの構造に関する更なる研究は、1970年代から1980年代にかけて、Sylvain Liebermanおよび彼のチームによって欧州原子核研究機構において行われた。

## 特徴
フランシウムは自然に産出する元素の中で最も不安定な元素である。最も長い半減期を持つフランシウム223でも半減期が22分しかないため、秤量可能な量の単体金属及び化合物として取り出すことがほとんどできない。よってフランシウムの化学的、物理的性質は実験結果として求められた実際の数値は少なく、理論的な推定値が大半を占める。対照的に、自然に産出する元素の中で2番目に不安定な元素であるアスタチンの最大の半減期は8.5時間である。フランシウムの全ての同位体は崩壊してアスタチン、ラジウムもしくはラドンとなる。215mFrは半減期がわずか3.5ナノ秒しかなく、原子番号105（ドブニウム）までの合成された元素の内、最も不安定なものである。単体は銀白色の金属と推定されている。また、フランシウムは高度に放射性である。
フランシウムは、化学的性質の大部分がセシウムに似たアルカリ金属元素である。1個の価電子を持つとても重い元素であり、元素の当量は最も大きい。もし単体の金属フランシウムが作られたならば、その融点において表面張力はおそらく0.05092 N/mである。フランシウムの融点は計算上およそ27 °C付近になると推定されている。しかし、融点はフランシウム元素の非常な希さと放射性のためはっきりと確認されておらず、主張及び推定の域にとどまっている。同様に、推定された677 °Cという沸点もまた未確認である。放射性元素は放熱するため、その熱によって金属フランシウムはほぼ間違いなく液体であると考えられている。
ライナス・ポーリングは、フランシウムの電気陰性度を、その値が正しいとするような実験データはないものの、セシウムのもつ0.79というポーリング・スケールからポーリング・スケールで0.7と推測した。フランシウムのイオン化エネルギーは不活性電子対効果より想定されるように、セシウムの375.7041(2) kJ/molよりわずかに高い392.811(4) kJ/molであり、これはセシウムがフランシウムよりも電気陰性度が低いことを示唆している。
過塩素酸セシウムと共沈させることによってごく少量の過塩素酸フランシウムが得られる。この共沈物はL. E. グレンダナンおよびC. M. ネルソンによる放射性セシウムの共沈法を適用することによってフランシウムを分離するのに用いることができる。それはまた、ヨウ素酸塩、ピクリン酸塩、酒石酸塩（酒石酸ルビジウムも）、ヘキサクロロ白金酸塩、タングストケイ酸などを含む、他の多くのセシウム塩と共沈させる事ができる。タングストケイ酸および過塩素酸塩による共沈もまた、担体としての他のアルカリ金属なしにフランシウムを分離する方法を提供する。ほとんど全てのフランシウム塩は水溶性である。

## 用途
フランシウムの不安定さと希少性ゆえに、市販されたとしても用途はなく、生物学および原子構造の分野における研究目的で用いられるのみである。かつてさまざまながんの潜在的な診断補助の用途も検討されたが、この用途においても実用的でないとみなされた。
合成、捕集、冷却されたフランシウムの比較的単純な原子構造を専門的な分光学実験の対象に利用され、これらの実験により原子を構成する素粒子同士の結合定数やエネルギー準位に関する情報の特定につながった。レーザートラッピングされた 210Fr イオンによる発光の研究は、量子力学によって予測された値と非常に類似した、原子エネルギー準位間の遷移の正確なデータを与えた。

## 存在

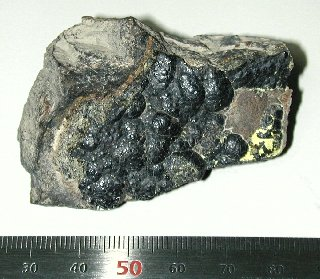
この閃ウラン鉱のサンプルはおよそ100,000個のフランシウム原子 (3.3 × 10^{-20} g) を常に含んでいる。

### 自然界
223Fr は、227Ac のアルファ崩壊によって生産されるため、ウランおよびトリウム鉱石中に痕跡量存在している。ウランのサンプル中には、ウラン原子1 × 1018個中に1個のフランシウム原子が存在していると推定される。また、地殻中には常に多くても30 gのフランシウムが存在していると算出されている。フランシウムは、地殻中においてアスタチンに次いで2番目に存在量の少ない元素である（地殻中の元素の存在度も参照）。

### 合成
フランシウムは核反応によって合成することができる。
{\displaystyle {\ce {^{197}_{79}Au{}+{}_{8}^{18}O->{}_{87}^{210}Fr{}+5_{0}^{1}{\mathit {n}}}}}
このプロセスはニューヨーク州立大学ストーニーブルック校物理学科によって開発され、209、210、211のフランシウムの同位体を生じさせる。これらは磁気光学トラップ (MOT) によって分離される。特定の同位体の生産率は酸素ビームのエネルギーに依存する。ニューヨーク州立大学ストーニブルック校の電子・陽電子線形加速器 (LINAC) から放たれた 18O ビームは、金のターゲットにおける核反応によって 210Fr を合成する。この生産は、理解と発展にいくらかの時間を要した。金のターゲットを融点の非常に近くまで操作し、その表面が非常に清浄であることを確認することが重要であった。核反応は、フランシウム原子を金のターゲットの奥深くに埋め込み、それを効率的に除去しなければならなかった。その原子は金のターゲットの表面を素早く拡散し、イオンとして放出されるが、毎回起こるわけではない。フランシウムイオンは静電レンズによって、熱されたイットリウム上に誘導され、再び電気的に中性となる。その後、フランシウムはガラス球に注入される。磁場とレーザービームによって冷却され、ガラス球中に留められる。とはいえ、元素を留めておくことができるのはフランシウム原子が逃げるか崩壊する前のわずか20秒ほどだけであり、新しい原子の規則的な流れが失われた原子を置き換えることで、数分以上の間一定数の原子の数を保つことができる。当初の実験においては、およそ1,000個のフランシウム原子がトラップされた。この方法は徐々に改善され、一度に300,000を超える中性のフランシウム原子をトラップできるだけの能力に改善された。これらは中性な金属原子（フランシウム金属）であるとされているものの、結合していないバラバラな気体状態になっている。フランシウム原子によって放たれる光を蛍光としてビデオカメラで捕らえることができるのに十分な量のフランシウムがトラップされた。原子は直径1ミリメートルの赤熱した球として現れた。これは人類がフランシウムを見た最初の瞬間であった。研究者は、トラップされた原子による発光と吸収を測定するための非常に敏感な測定器を作り、フランシウムにおける原子エネルギー準位間のさまざまな遷移に関する初めての実験結果を得た。始めの測定結果は、量子論に基づく計算値との間で非常に良い一致を示した。他の合成方法は、ラジウムを中性子で攻撃する、トリウムを陽子、重陽子もしくはヘリウムイオンで攻撃する方法が含まれる。フランシウムは、2012年現在、まだ十分に多くの重量は合成されていない。

## 同位体
フランシウムは34の同位体が知られており、その質量範囲はフランシウム199からフランシウム232までである。フランシウムは七つの準安定核同位体を有している。安定同位体は存在せず、非常に不安定な元素である。223Fr および 221Fr のみが自然に存在する同位体であり、前者の方がはるかに一般的である。
半減期21.8分の 223Fr が最も安定であり、これまでに発見および合成されたフランシウムの同位体で、これより長い半減期を持つものは非常にありそうにない。223Fr はアクチニウム系列における5番目の生成元素であり、その後大部分はベータ崩壊によって1149 keVの崩壊エネルギーとともに 223Ra へと崩壊し、0.006%はアルファ崩壊の経路によって5.4 MeVの崩壊熱と共に 219At へと崩壊する。
221Fr は4.8分の半減期を有している。それはネプツニウム系列の9番目の生成元素であり、225Ac の娘核種である。221Fr はα崩壊によって6.457 MeVの崩壊熱と共に 217At へと崩壊する。
最も不安定な基底状態の同位元素は 221Fr であり、0.12マイクロ秒の半減期を有し、9.54 MeVの崩壊熱と共に 211At へと崩壊する。準安定状態の核異性体である 215mFr はさらに不安定であり、その半減期はわずか3.5ナノ秒である。